# Паршиков, Николай Александрович
Никола́й Алекса́ндрович Паршиков (род. 26 января 1950, Залегощь, Орловская область) — российский учёный, доктор педагогических наук, профессор, ректор Орловского государственного института культуры (1982—2021). Заслуженный работник культуры Российской Федерации (1992).

## Биография
Родился 26 января 1950 года в посёлке Залегощь Орловской области в рабочей семье.
В 1971 году с отличием окончил исторический факультет Орловского государственного педагогического института. Работал учителем, затем директором школы в Тувинской АССР (село Сарыг Сеп).
С 1973 года работал в Орловском филиале МГИК в должности руководителя молодёжной организации[уточнить].
В 1978 году Н. А. Паршиков поступил в аспирантуру МГУ им. М. В. Ломоносова. В 1981 году решением учёного совета по истории КПСС МГУ ему присуждена учёная степень кандидата исторических наук (диссертация «Борьба партии за развитие внутрипартийной демократии в начальный период социалистической реконструкции народного хозяйства СССР, 1926—1929 гг. : на материалах Центрального промышленного района»). В 1999 году Н. А. Паршиков защитил диссертацию на соискание учёной степени доктора педагогических наук на тему «Системный подход к основным видам деятельности в вузах культуры и искусств».
В 1981 году назначен деканом факультета культурно-просветительной работы Орловского филиала МГИК.
В декабре 1982 приказом Министерства культуры Н. А. Паршиков назначен на должность директора Орловского филиала Московского государственного института культуры, впоследствии неоднократно избирался ректором вуза.
Под руководством Н. А. Паршикова в 1990 году вуз получил самостоятельность, с 1996 года началась реализация программы многоуровневой подготовки кадров, в 2005 году открыта аспирантура, в 2010 — сдан в эксплуатацию новый учебный корпус института.
Н. А. Паршиков автор более 100 научных и учебных публикаций.
Деятельность Н. А. Паршикова отмечена государственными наградами: медаль Жукова (1996 г.), орден Дружбы (2006 г.), имеет благодарности Министерства культуры РФ. В 1992 году Н. А. Паршикову было присвоено почётное звание «Заслуженный работник культуры Российской Федерации», в 1996 году ему вручён нагрудный знак «Почётный работник высшего профессионального образования России». С 1998 года Паршиков является действительным членом Международной академии информатизации, с 2002 года — академиком Международной академии наук высшей школы, с 2004 года — академиком Международной академии информатизации
Николай Александрович Паршиков — депутат Орловского горсовета с 2006 года.